# Ruïnes de Caparra
Caparra és un jaciment arqueològic ubicat al municipi de Guaynabo, Puerto Rico. Va ser declarat lloc històric nacional dels EUA el 1994. Conté les restes de la primera capital espanyola de l'illa, fundada el 1508 i abandonada el 1521. Representa un dels poblaments europeus coneguts més vells dins del territori dels Estats Units.
El 1508, Juan Ponce de León va fundar l'original poblament espanyol de Puerto Rico a Caparra (anomenat així per la província de Cáceres, Espanya, el lloc de naixement del llavors governador d'Espanya dels territoris del Caribe, Nicolás de Ovando), el qual avui és conegut com a sector Pueblo Viejo de Guaynabo, just a l'oest de l'actual àrea metropolitana de San Juan. Però l'aire no era saludable i els frares mendicant van insistir en moure el poblament cap a la badia i al mar. La seva àrea preferida fou la del Islet de Puerto Rico, a causa del les similars característiques geogràfiques a l'illa de Gran CanariaIlles Canàries. No va ser fins al final de la tinença de Ponce de León com a governador que van cumplir el seu desig. El 1521, el trasllat fou completat i fou conegut com a "Vil·la de Puerto Rico." Amb temps el nom de l'illa, Sant Joan Bautista de Puerto Rico, va comerciar llocs amb quin és ara la capital de Puerto Rico: San Juan.
Segons Floyd, "Ponce va construir la unica casa de pedra en el poble, la qual durant anys funcionaba a més com a la Casa de Contratacion, arxiu i arsenal." Fou la seva casa permanent, on va ser acompanyat per la seva família el 1509.